# Itea omeiensis
Itea omeiensis är en tvåhjärtbladig växtart som beskrevs av Camillo Karl Schneider. Itea omeiensis ingår i släktet Itea och familjen Iteaceae. Inga underarter finns listade i Catalogue of Life.